# Margravine Cemetery
Margravine Cemetery – cmentarz o powierzchni 16,5 akrów w Londynie, zlokalizowany w dzielnicy Hammersmith and Fulham, przy Margravine Gardens, St. Dunstan's Road i Claxton Grove.

## Historia
Nekropolia została otwarta 25 listopada 1869 i zaplanowana na 12.000 grobów. Została podzielona na dwie nierówne części, przy czym większą z nich poświęcono anglikanom. Zaprojektował ją, wraz z dwiema neogotyckimi kaplicami, architekt George Saunders. Do dziś zachowała się tylko jedna kaplica pogrzebowa (druga została zburzona przez bombardowanie w 1940 lub rozebrana w 1953). Pierwszy pochówek odbył się tutaj 3 listopada 1869. 
Podczas II wojny światowej cmentarz był trzykrotnie bombardowany: we wrześniu i listopadzie 1940.
W 1951 ówczesna Rada Hammersmith, zaniepokojona złym stanem nekropolii, zdecydowała się usunąć jak najwięcej nagrobków, a miejsca po nich obsiać trawą. Mimo że spotkało się to z protestami, akcja zakończyła się w 1965 i obecnie na cmentarzu znajduje się wiele wolnych przestrzeni.

## Pamiątki
Do najważniejszych zachowanych pamiątek należy m.in. jedyne na cmentarzu mauzoleum rodziny Young. Cmentarz jest częścią obszaru chronionego Barons Court, ustanowionego w kwietniu 1989. Cmentarzem opiekuje się towarzystwo jego przyjaciół - Friends of Margravine Cemetery.

## Przyroda
Wśród drzew cmentarza gniazdują ptaki różnych gatunków, pojawiają się też gatunki migrujące. W pobliżu gniazduje para sokołów wędrownych. Teren stanowi też atrakcyjne siedlisko dla bezkręgowców, grzybów, lisów i wiewiórek. Zidentyfikowano tu bogatą florę porostów, w tym m.in. Psilolechia lucida, misecznica murowa, Lecanora campestris, misecznica jaśniejsza, amylka oliwkowa, złotorost ścienny, Xanthoria calcicola oraz tarczownica bruzdkowana.

## Otoczenie
W bezpośrednim sąsiedztwie cmentarza znajdują się: szpital Charing Cross i stacja metra Barons Court.

## Galeria

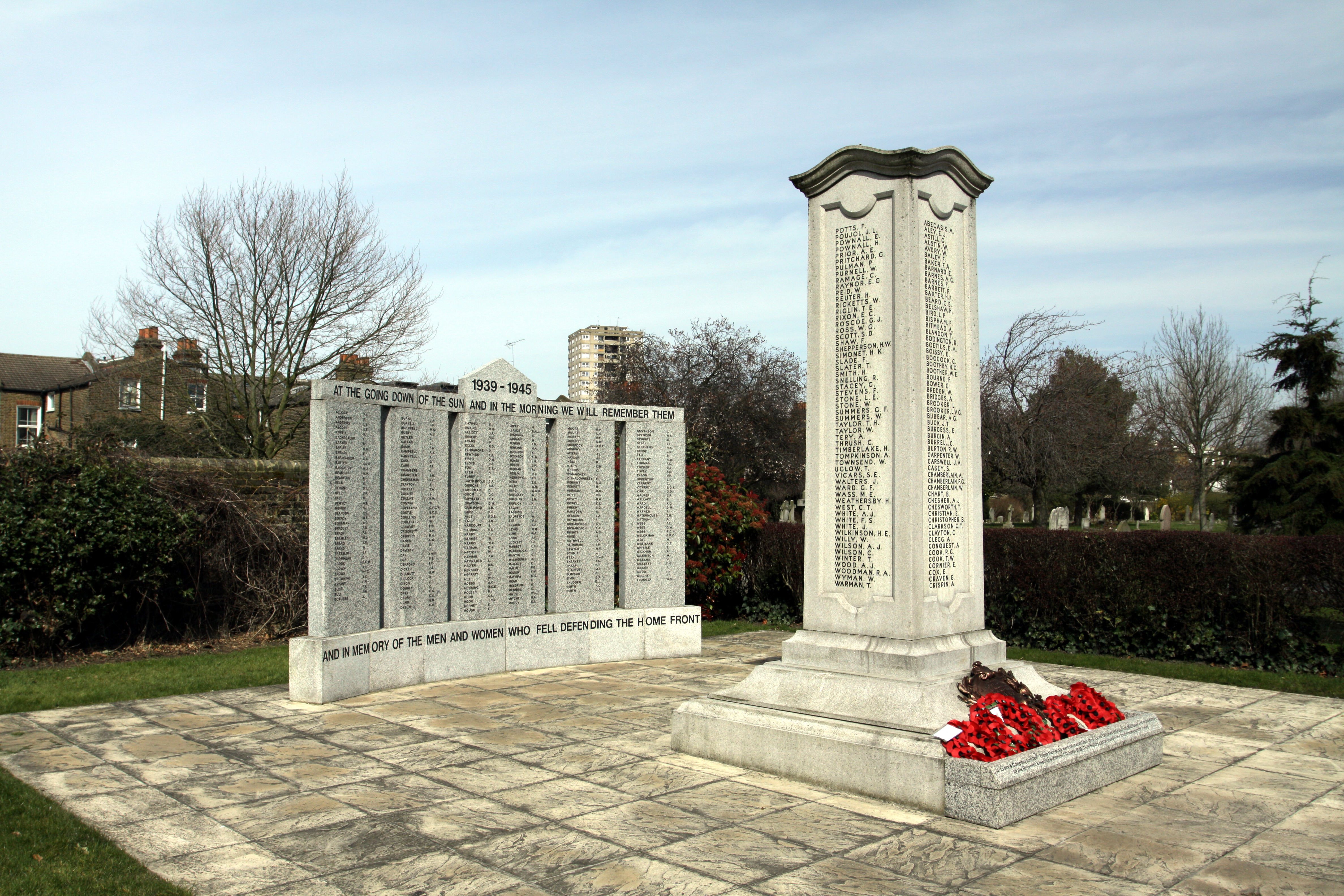
Mauzoleum poległych w II wojnie światowej
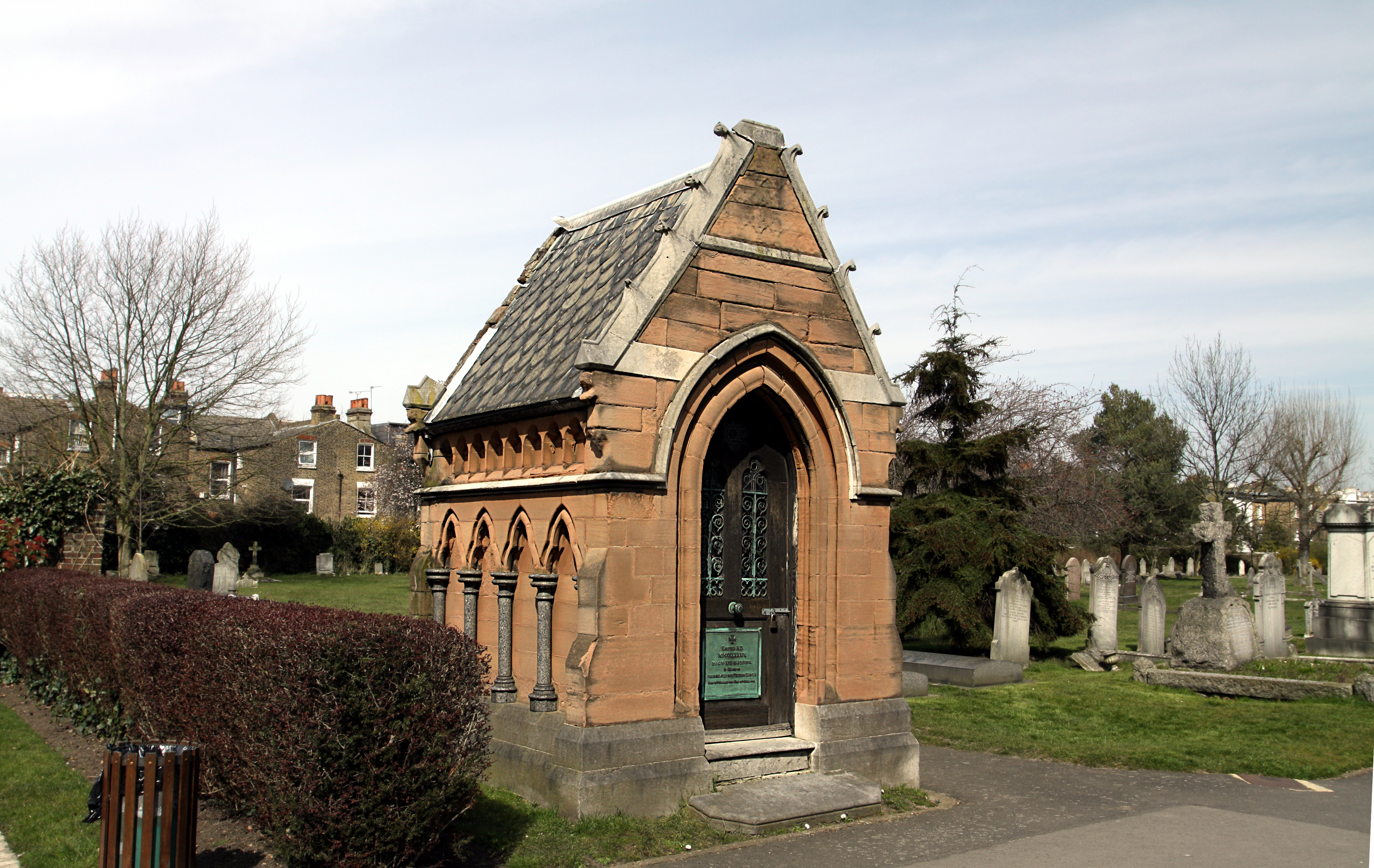
Mauzoleum Youngów
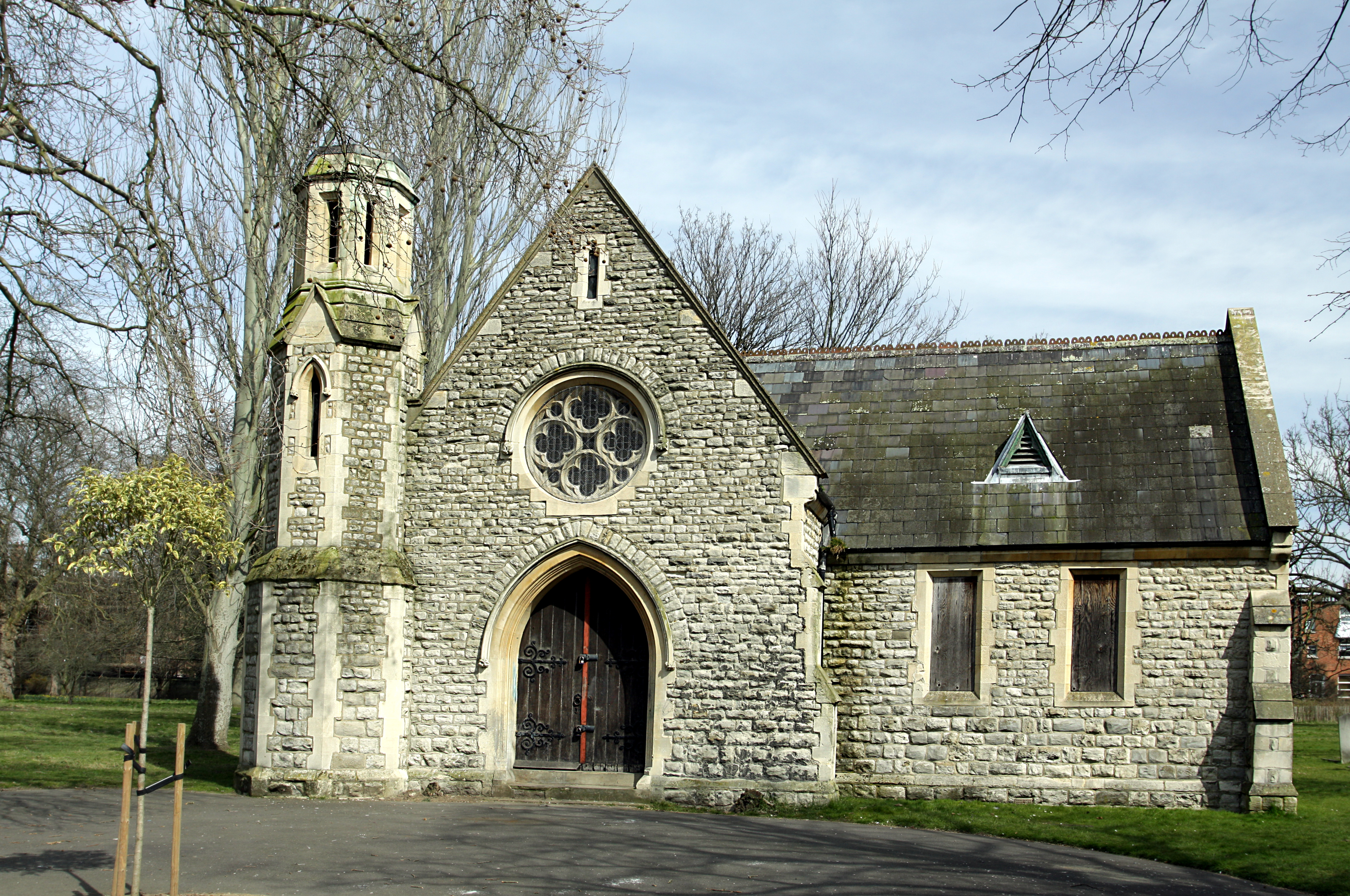
Kaplica cmentarna